# Witryna sklepowa
Witryna sklepowa – okno wystawowe w sklepie. Zadaniem witryny sklepowej jest zwrócenie uwagi potencjalnego klienta oraz zaprezentowanie wybranych towarów na zewnątrz sklepu. Wystrój witryny zależy od aktualnej oferty i jest powiązany z położeniem, formą i wielkością wejścia. W centrach handlowych witryna aranżowana jest co sezon lub w momencie zmiany kolekcji towaru.
Witryna sklepowa może być otwarta, pół otwarta lub w formie tzw. skrzyni. Witryna typu skrzynia jest całkowicie odizolowana od sklepu tłem, co daje dowolną możliwość aranżacji. Witryna otwarta charakteryzuje się tym, że przechodzący potencjalny klient widzi wnętrze sklepu.

## Galeria

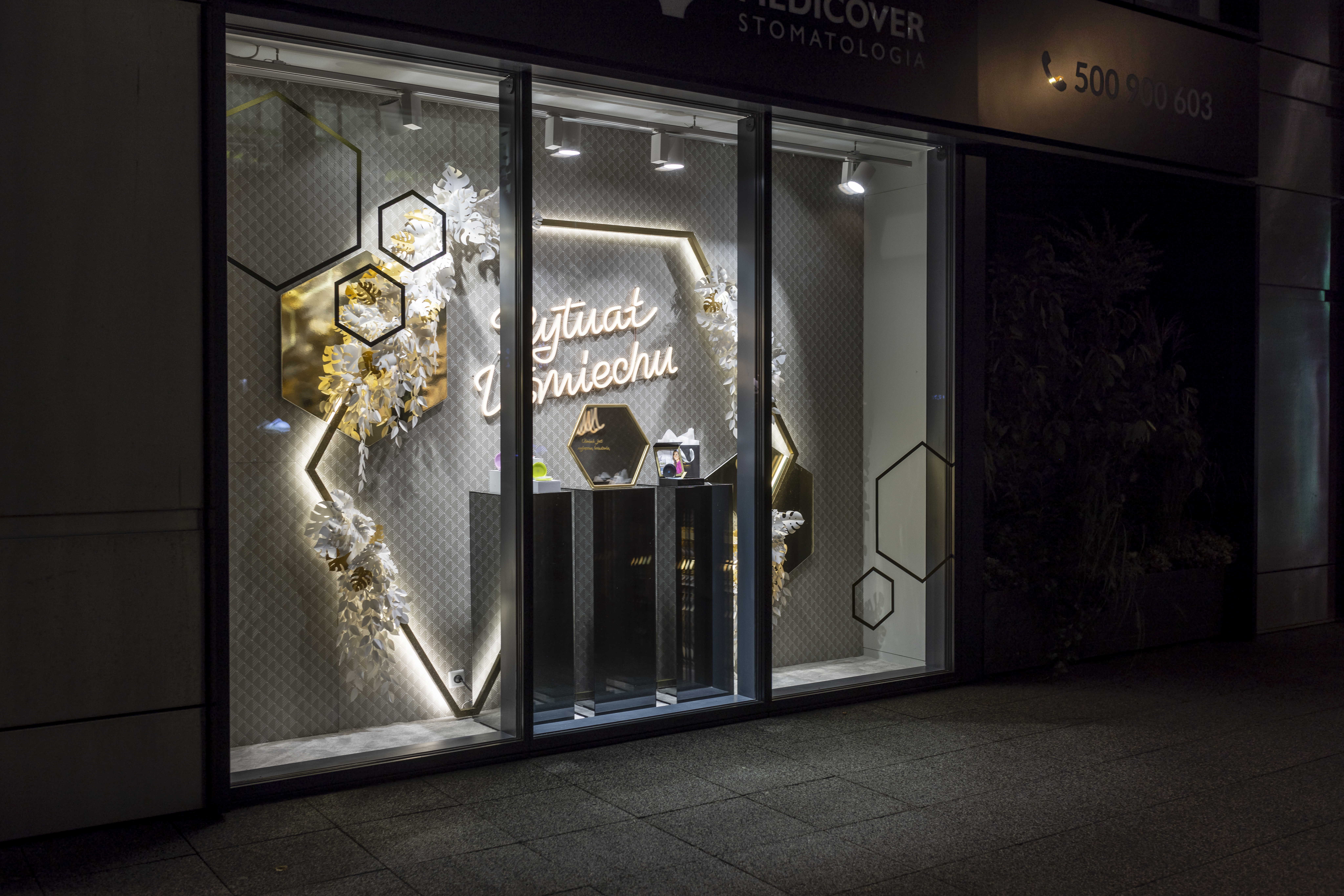
Witryna zamknięta.
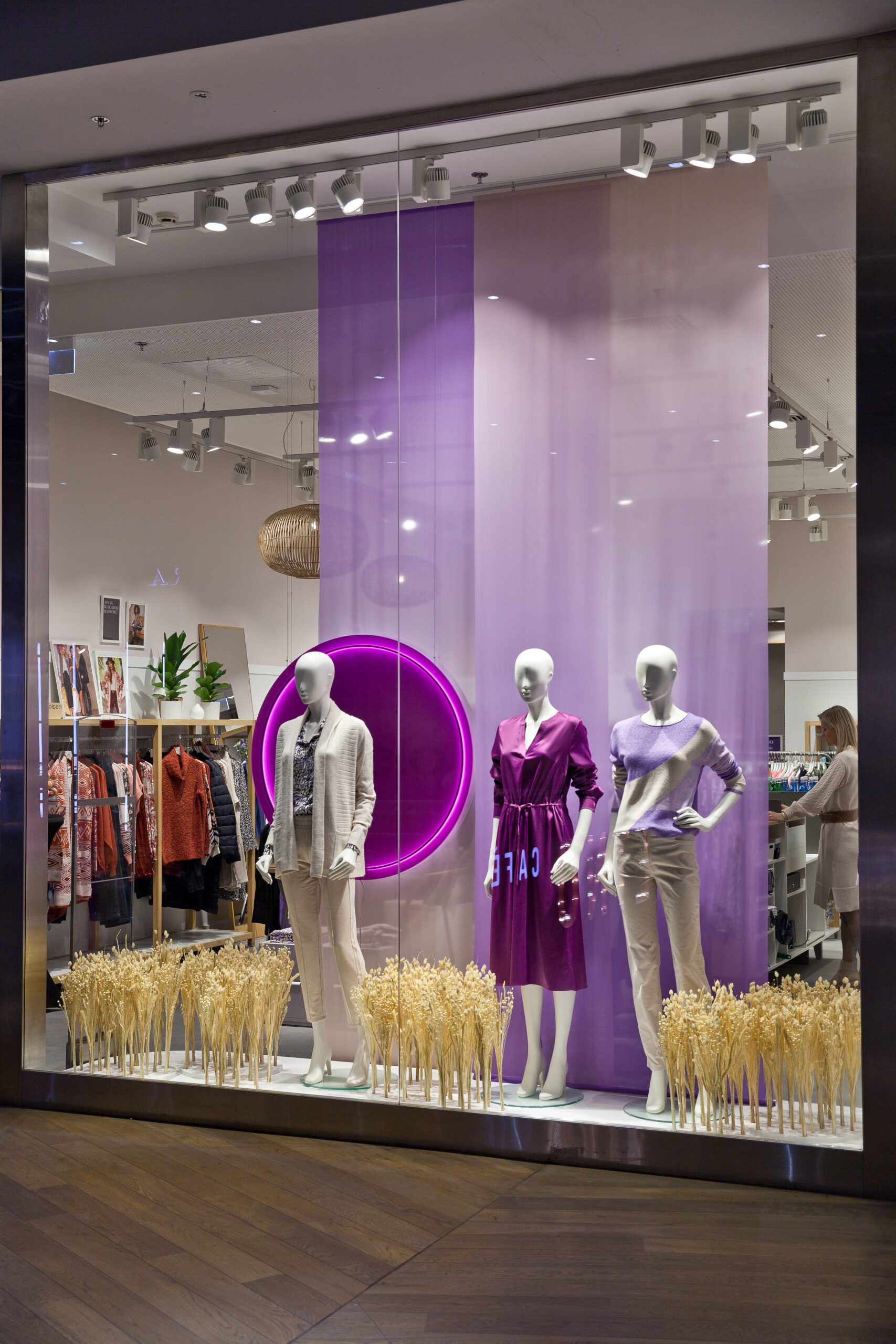
Witryna półotwarta
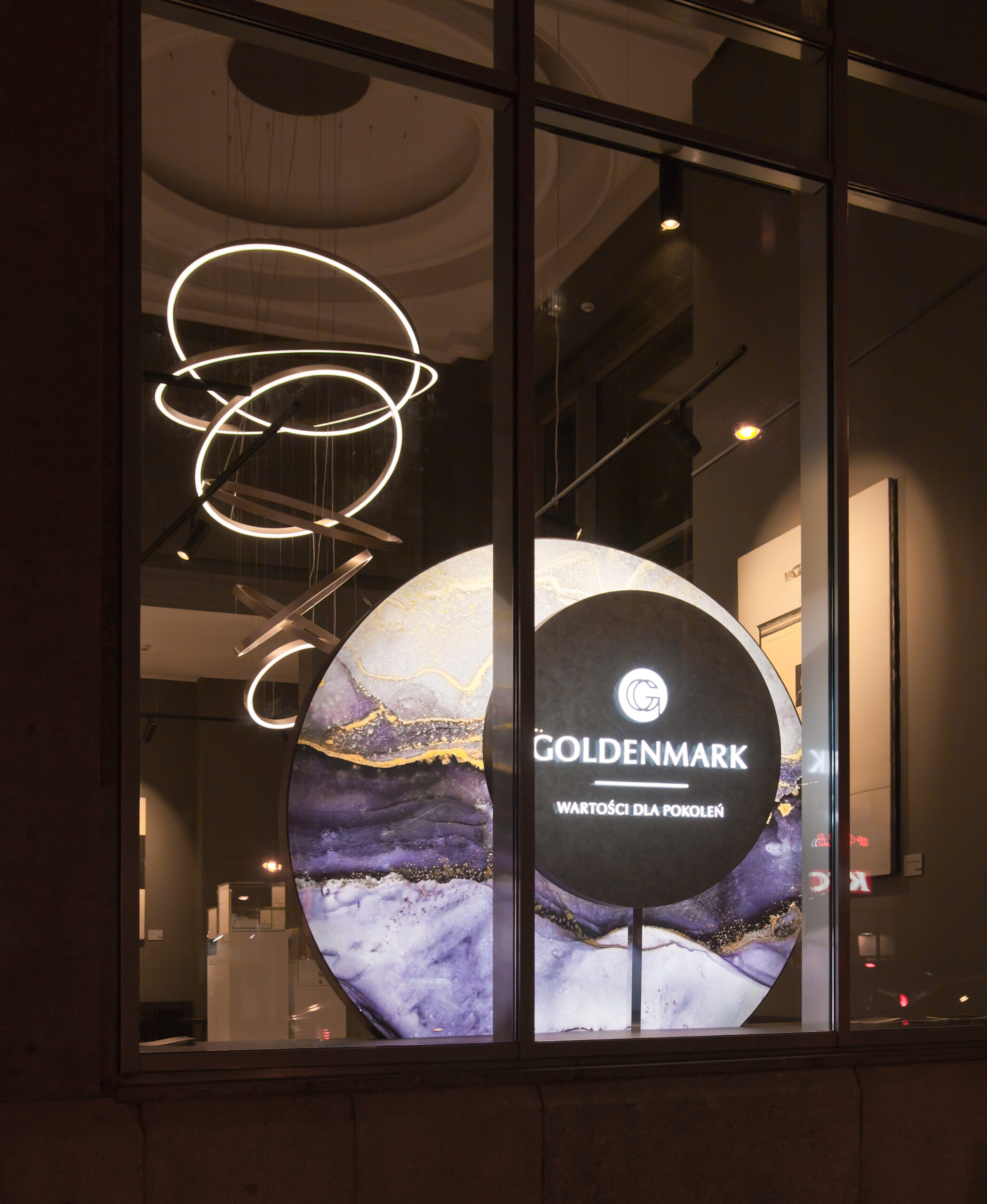
Witryna otwarta